# Leningradské nádraží
Leningradské nádraží (rusky Ленинградский вокзал, původní název byl Nikolajevské nádraží, rusky Никола́евский вокзал) je jedno z nádraží v Moskvě. Je určeno (již podle názvu) pro vlaky, směřující do tehdejšího Leningradu, dnes Petrohradu, po 650 kilometrů dlouhé přímé železniční trati. Nachází se na náměstí Komsomolskaja ploščaď.
Nádraží bylo vybudováno v letech 1844 až 1949 podle projektu tehdejšího architekta Konstantina Tona, jako součást železniční magistrály z Moskvy do Petrohradu (začala sloužit roku 1851). Do roku 1924 neslo nádraží název Nikolajevské, později Okťabrské (Říjnové). V roce 1934 bylo přebudováno tak, aby umožnilo odbavení většího počtu cestujících. Objevily se tak nové pokladny, pošta a další zařízení. Mezi lety 1948 až 1950 pak došlo k rekonstrukci interiérů nádraží. Od roku 1935 je dostupné také podzemní drahou, ze stanice Komsomolskaja.